# Мирный (Кореновский район)
Мирный — посёлок в Кореновском районе Краснодарского края.
Входит в состав Кореновского городского поселения.

## География
Расположен в 6 км к северо-востоку от города Кореновска.

### Улицы
- ул. Вокзальная,
- ул. Железнодорожная,
- ул. Зелёная,
- ул. Клубная,
- ул. Красноармейская,
- ул. Первомайская.

## Население
| 2002 | 2010 |
| ---- | ---- |
| 582  | ↘551 |